# Benedikt von Arx
Benedikt von Arx (Olten, 29 mei 1817 - aldaar, 18 mei 1874) was een Zwitsers notaris, rechter en radicaal politicus uit het kanton Solothurn.

## Biografie
Benedikt von Arx was van 1844 tot 1856 actief als notaris in zijn geboortestad Olten. Vanaf 1854 was hij redacteur bij het Oltner Wochenblatt. Van 1856 tot 1871 was hij griffier in het district Olten-Gösgen. Van 1871 tot zijn overlijden in 1875 was hij voorzitter van de rechtbank van Olten-Gösgen.
Bij de Zwitserse parlementsverkiezingen van 1857 werd hij verkozen in de Nationale Raad. Vanaf 1871 was hij ook lid van de Kantonsraad van Solothurn. Hij bekleedde beide functies tot zijn overlijden in 1875.
- Gemeinsame Normdatei: 139745092
- Historisch woordenboek van Zwitserland: 003054
- Virtual International Authority File: 102597131
- WorldCat: E39PBJxWPmHMRk9pq8jg7HkMT3